# Olmeta-di-Capocorso
 Olmeta-di-Capocorso  es una comuna y población de Francia, en la región de Córcega, departamento de Alta Córcega, en el distrito de Bastia y cantón de Sagro-di-Santa-Giulia.
Su población en el censo de 1999 era de 112 habitantes.
Está integrada en la Communauté de communes du Cap Corse .
- Datos: Q270726
- Multimedia: Olmeta-di-Capocorso / Q270726